# Place Jeanne-d'Arc (Toulouse)
Pour les articles homonymes, voir Place Jeanne-d'Arc.
La place Jeanne-d'Arc (en occitan : plaça Joana d'Arc) est une voie de Toulouse, chef-lieu de la région Occitanie, dans le Midi de la France.

## Situation et accès

### Description
La place Jeanne-d'Arc est une voie publique. Elle se trouve au sud des quartiers Matabiau et Les Chalets, et à la limite des quartiers Arnaud-Bernard et Capitole.
La chaussée compte une voie de circulation automobile à sens unique, de la rue Léon-Gambetta vers la place de la Bourse. Elle appartient à une zone 30 et la vitesse y est limitée à 30 km/h.

### Voies rencontrées
La place Jeanne-d'Arc rencontre les voies suivantes, dans l'ordre des numéros croissants (« g » indique que la rue se situe à gauche, « d » à droite) :
1. Boulevard de Strasbourg
2. Petite-rue Saint-Lazare
3. Rue Matabiau
4. Rue Raymond-IV
5. Rue des Moutons

### Transports
La place Jeanne-d'Arc est un important pôle d'échanges du réseau de transports urbains Tisséo, depuis la création en 1970 de la gare de bus, qui en occupe l'espace central. La place sert effectivement de terminus pour les lignes de bus 1523. Par ailleurs, d'autres lignes de bus, particulièrement les Linéo L1L9L14 et les bus 2939VilleAéroport, marquent l'arrêt sur la place ou à proximité, particulièrement sur le boulevard de Strasbourg. Depuis l'ouverture de la ligne B du métro en 2007, la place est de plus desservie par la station Jeanne d'Arc, renforçant le pôle d'échanges existant.
Il existe plusieurs stations de vélos en libre-service VélôToulouse à proximité de la place Jeanne-d'Arc : les stations no 16 (32 boulevard de Strasbourg), no 34 (15 rue Joseph-Bosc) et no 35 (1 rue Raymond-IV).

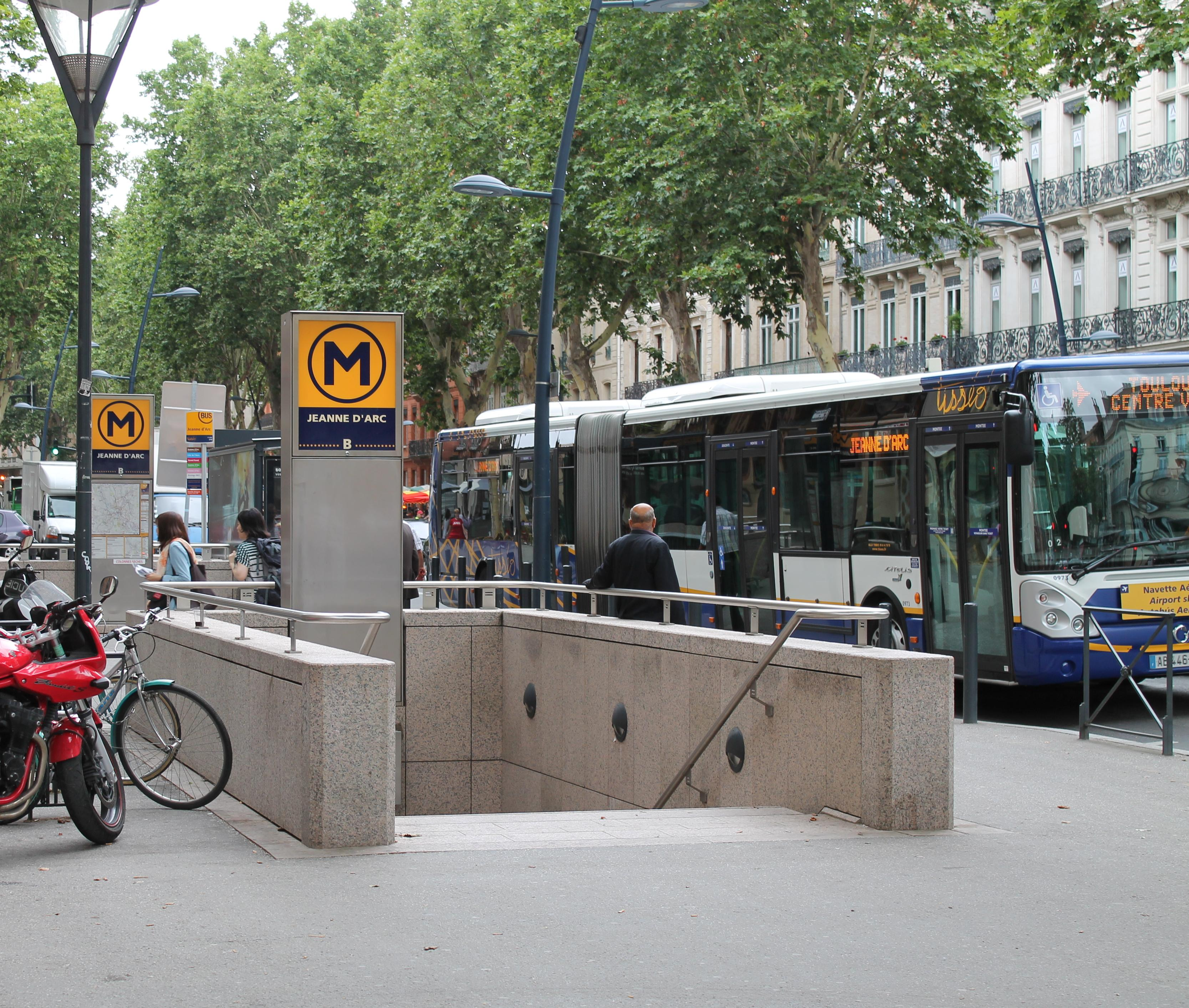
L'entrée ouest du métro, du côté du boulevard de Strasbourg.
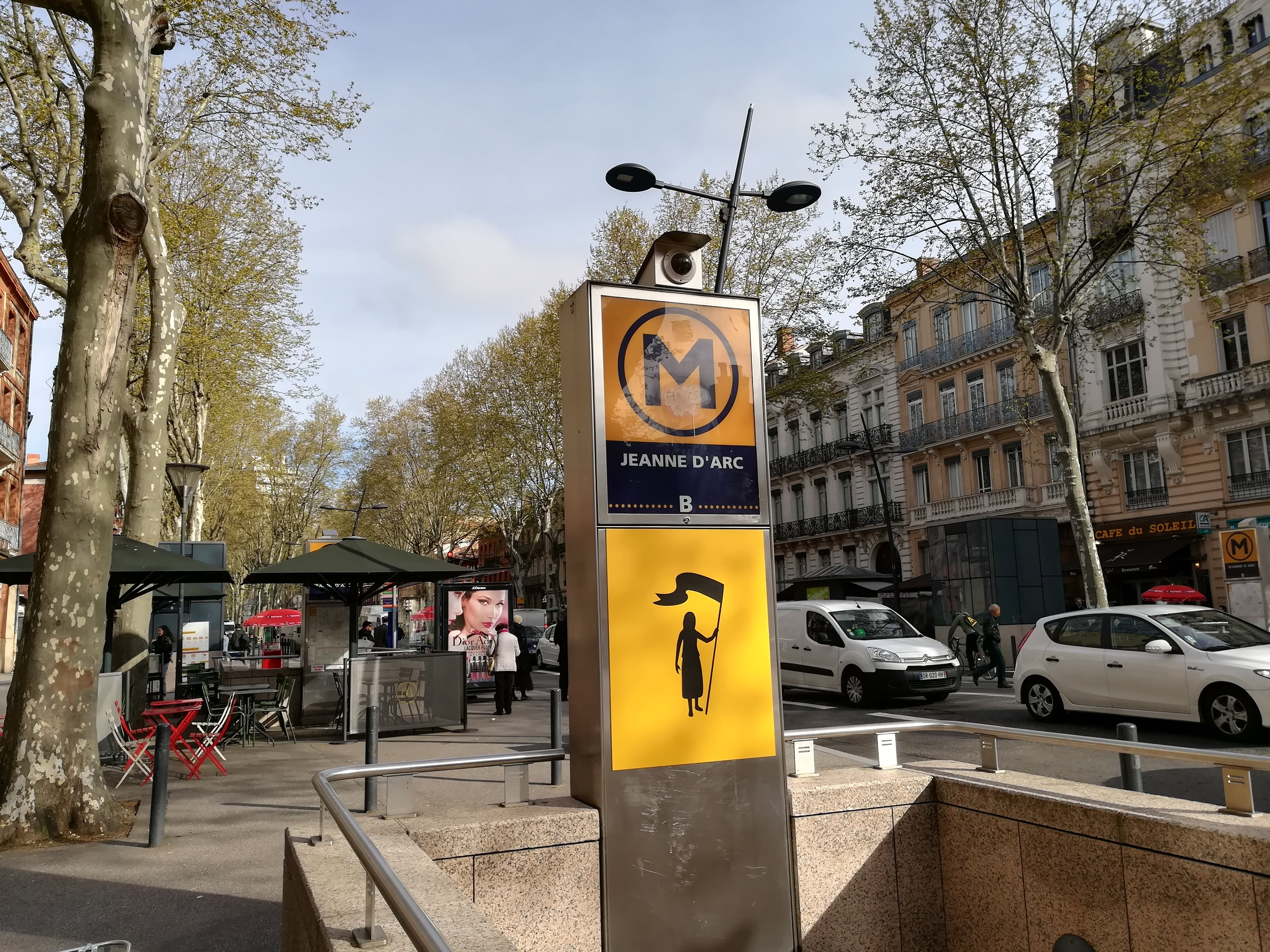
L'entrée du métro et le logotype de Jeanne d'Arc.

## Odonymie
La place porte le nom de Jeanne d'Arc (vers 1412-1431), héroïne de l'histoire de France, chef de guerre et sainte de l'Église catholique.
Depuis son aménagement, au début du XIXe siècle, la place portait le nom de Matabiau, qui s'appliquait à ce quartier depuis le XIe siècle. C'est en 1942 que la municipalité vichyste décida de lui donner le nom de Jeanne d'Arc, dont le monument avait été inauguré vingt ans auparavant.

## Histoire

### Moyen Âge et période moderne

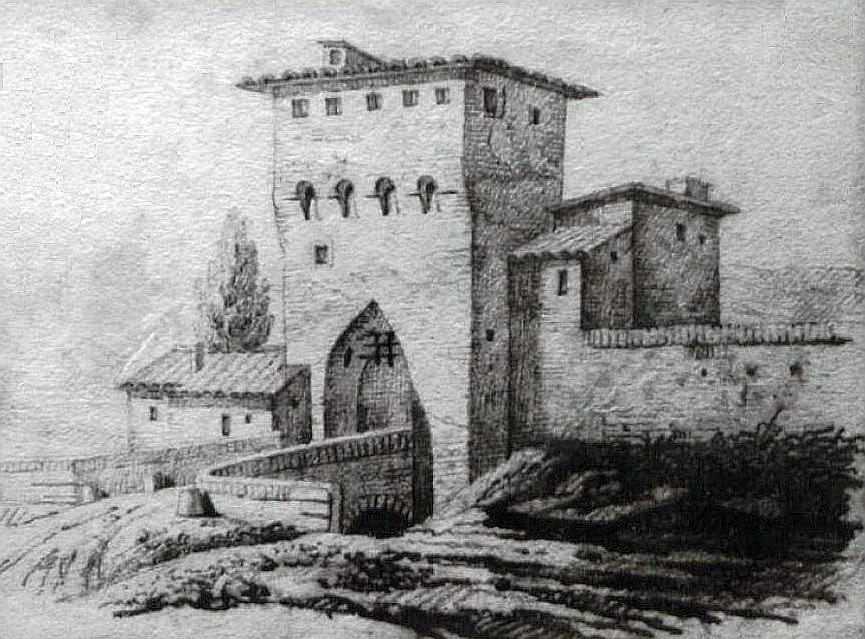
La porte Matabiau, par Guillaume Roques (début du XIXe siècle).

Au Moyen Âge, l'emplacement de la place actuelle, à l'extérieur de la ville, est occupé par des champs. Il prend une certaine importance, avec le développement du bourg qui se constitue autour de l'abbaye Saint-Sernin aux XIe et XIIe siècles. Le bourg s'entoure d'un rempart, percé de plusieurs portes. La porte Matabiau (emplacement au-devant de l'actuel no 35 boulevard de Strasbourg), au débouché de la rue du même nom (actuelle rue Charles-de-Rémusat), est une des plus importantes portes du bourg, et plusieurs maisons s'établissent face à la porte, formant le premier faubourg Matabiau. D'ailleurs, ce nom de Matabiau (mata buòu, « [l'endroit où on] tue les bœufs » en occitan) lui vient peut-être de la présence d'abattoirs pour les bœufs des grandes boarias qui se trouvaient dans la campagne au nord de Toulouse au XIe siècle.

### Époque contemporaine
C'est au début du XIXe siècle que commence à prendre forme la place actuelle. En 1806, la municipalité toulousaine demande à l'empereur Napoléon Ier le déclassement des remparts de la ville et l'autorisation de les démolir. Par décret impérial du 27 juillet 1808, la propriété des terrains et des matériaux des remparts et des fossés est cédée à la ville. En 1815, l'architecte de la ville, Jacques-Pascal Virebent, trace pour la municipalité le projet d'un boulevard, planté de quatre rangées d'arbres de façon à former une large promenade, dans le prolongement de l'allée Saint-Étienne (actuelles allées Forain-François-Verdier) jusqu'à la porte Lascrosses au nord. Le projet doit permettre de transformer les faubourgs, dont le développement s'accélère avec la croissance de la population et l'industrialisation. En 1825, l'aménagement du boulevard Matabiau (actuel boulevard de Strasbourg) permet de dégager une petite place face à la grande-rue Matabiau (actuelle rue Charles-de-Rémusat). Elle est limitée à l'est par la rue des Moutons, qui se prolonge alors jusqu'à la rue du Faubourg-Matabiau (actuelle rue Matabiau).
La place est occupée par un marché aux moutons et au centre de la place se trouve un abreuvoir. En 1833, on y construit également un pont-bascule. Le faubourg Matabiau se développe, avec la construction de la ligne de chemin de fer et l'ouverture de la gare Matabiau, à proximité du canal du Midi. En 1897, la municipalité se préoccupe d'agrandir la place Matabiau, par la destruction des maisons de la rue des Moutons. L'année suivante, on décide d'y ériger un monument au poète Pèire Godolin, et on démolit l'abreuvoir et la bascule... sans que le monument prévu n'y soit installé, puisqu'il est érigé au centre de la place Lafayette (actuelle place Wilson).
Au début du XXe siècle, on trouve autour de la place plusieurs hôtelleries, tel le relais de poste de Matabiau (emplacement de l'actuel no 6), l'hôtel du Clocher de Rodez (actuel no 14), et le Modern hôtel (emplacement de l'actuel no 15), et des cafés, tel le café Matabiau (emplacement de l'actuel no 16). Le 8 mai 1922, le monument à Jeanne d'Arc, œuvre du sculpteur toulousain Antonin Mercié, fondue par la maison Barbedienne, est inauguré en présence d'une foule de 20 000 personnes. C'est au pied du monument que s'installe les marchands de fleurs, au bout du marché du Cristal, un marché de plein vent qui déroule ses étals le long du boulevard, jusqu'à la rue de la Concorde.
Le terminus des autobus est aménagé dans les années 1970. En 1988, on finit le parking souterrain.

## Patrimoine et lieux d'intérêt

### Monument à Jeanne d'Arc

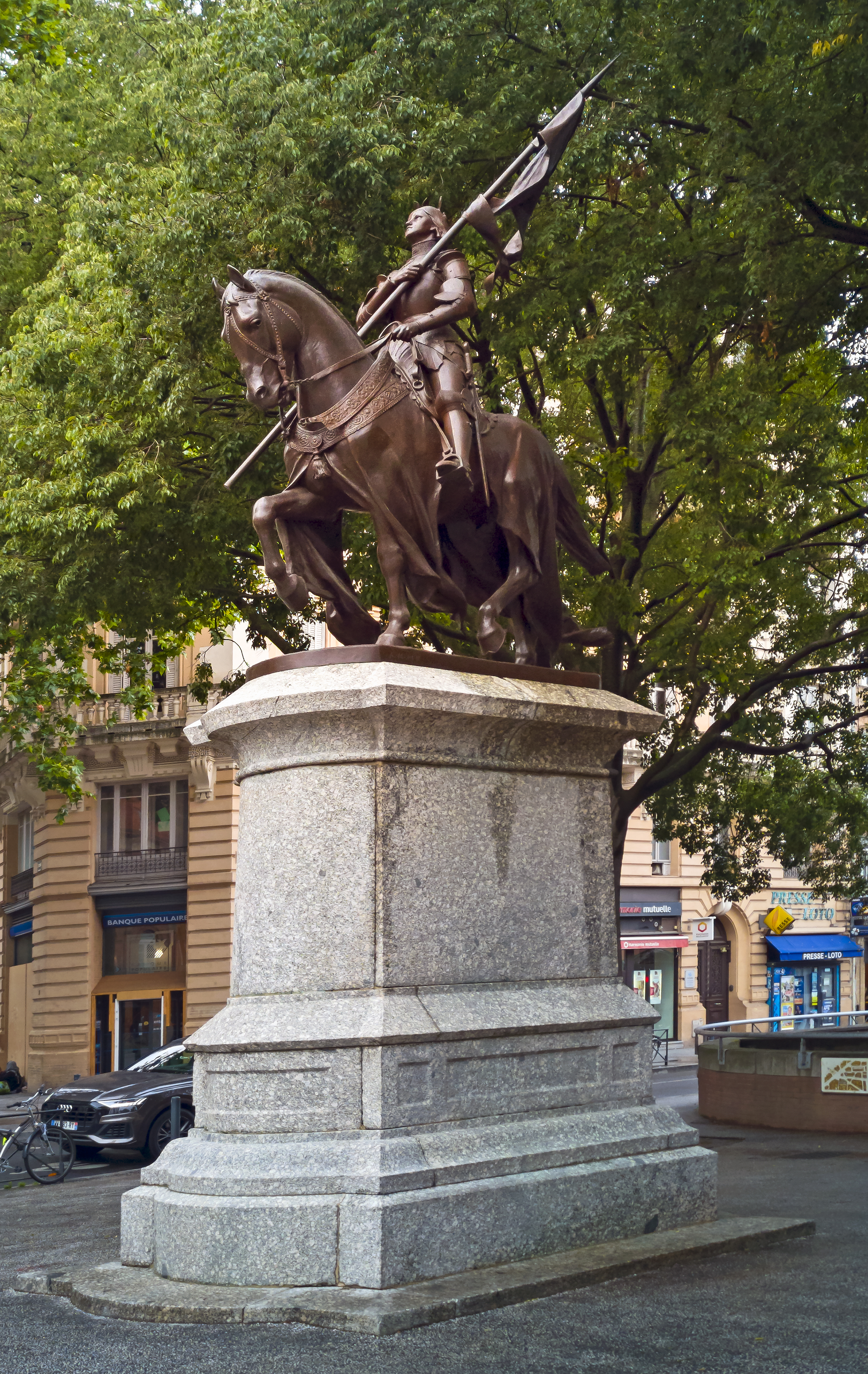
Le monument à Jeanne d'Arc, par Antonin Mercié (1922).

L'érection d'un monument à Jeanne d'Arc est lancée en 1913 par une souscription organisée par un journal catholique, L'Express du Midi. La statue est confiée au sculpteur toulousain Antonin Mercié. Le projet, suspendu pendant la Première Guerre mondiale, est repris en 1921, avec le soutien d'une comité privé mené par Samuel de Palaminy et Victor Lespine. Le monument est finalement inauguré le 8 mai 1922. La statue est coulée en bronze par la fonderie de Ferdinand Barbedienne. Elle a bénéficié d'une restauration par l'atelier de Michel Monceret en 1955, puis par les ateliers de la ville entre 2018 et 2019.
Le groupe sculpté repose sur un haut piédestal en granit gris des Vosges, sculpté par Georges Mercié, le fils d'Antonin Mercié. Il représente Jeanne d'Arc montée sur un cheval. Elle porte une armure de chevalier et se dresse sur ses étriers, tenant les rênes de la main gauche et un étendard de la main droite. Le visage tourné vers le ciel, elle porte une couronne de laurier. Le cheval caparaçonné avance dans une attitude de parade.

### Immeubles
- no  5 : immeuble.
L'immeuble, de style éclectique néo-Renaissance, est construit au début du XXe siècle. Il s'élève sur cinq niveaux, à l'angle de la petite-rue Saint-Lazare. Le rez-de-chaussée est ouvert par une porte piétonne et deux grandes arcades, voûtées en anse de panier. La porte possède un encadrement de pierre sculptées : deux pilastres à chapiteaux doriques soutiennent un arc rehaussé d'une agrafe sculptée d'un feuillage. Dans le fronton interrompu prend place un cuir découpé où est gravé le monogramme G. Aux étages, les fenêtres sont rectangulaires et ont un chambranle en brique et pierre alternées[15].

- no  6 : siège du Crédit agricole. 
L'immeuble de style moderne est construit entre 1972 et 1976 par les architectes Jean Barbut et André Boudes, pour le compte du Crédit agricole qui y installe son siège régional. La structure du bâtiment est en béton et offre sur la face une façade-rideau en verre opaque. Entre 2017 et 2019, l'immeuble est profondément remanié par les bureaux d'architectes PPA (Puig Pujol Architectures) et ABC (Architectes Brunel Coucoureux), ne conservant que la structure du  bâtiment. Il s'élève sur sept étages et présente une façade-rideau, où de grands cadres d'aluminium supportent les baies en verre clair[16],[17].

- no  16 : hôtel du Clocher de Rodez. 
L'immeuble est construit par l'architecte Edmond Laborde, à la demande de la famille Hénault qui tient un hôtel de voyageurs, connu à cet emplacement depuis 1805, Le clocher de Rodez. Le bâtiment, d'un style néoclassique d'une grande sobriété, s'élève à l'angle de la rue des Moutons[7],[18].